# Mompha orfilai
Mompha orfilai é uma espécie de mariposa do gênero Mompha pertencente à família Coleophoridae.